# Поленц, Христиан Август
Христиан Август Поленц (нем. Christian August Pohlenz; 3 июля 1790, Залльгаст, — 10 марта 1847, Лейпциг) — немецкий дирижёр, органист и композитор.
Изучал право в Лейпцигском университете, одновременно занимаясь музыкой. С 1817 года органист лейпцигской Паулинеркирхе, с 1821 года — Томаскирхе. В 1827—35 годах возглавлял Лейпцигский оркестр Гевандхауза — в этот период оркестр отпраздновал своё 50-летие, а среди его премьер была юношеская симфония Рихарда Вагнера (1832). Однако работа Поленца не отвечала возрастающим запросам лейпцигской публики, и ему на смену был приглашён Феликс Мендельсон.
Поленцу принадлежит преимущественно вокальная музыка, особенно песни. Среди его учеников были заметные немецкие певцы Ливия Фреге и Эдуард Мантиус.